# GP van Hasselt 2014
De 10e editie van de GP van Hasselt in Hasselt werd gehouden op 6 december 2014. De wedstrijd maakte deel uit van de Bpost bank trofee 2014-2015. In 2013 won de Belg Sven Nys. Deze editie werd gewonnen door zijn landgenoot Kevin Pauwels.

## Mannen elite

### Uitslag
| Plaats  | Naam                | Ploeg                         | Tijd     |
| ------- | ------------------- | ----------------------------- | -------- |
| Winnaar | Kevin Pauwels       | Sunweb-Napoleon Games         | 1u04'11" |
| 2       | Wout van Aert       | Vastgoedservice-Golden Palace | + 3"     |
| 3       | Tom Meeusen         | Telenet-Fidea                 | + 30"    |
| 4       | Sven Nys            | Crelan-AA Drink               | + 31"    |
| 5       | Lars van der Haar   | Giant-Shimano DT              | + 1'04"  |
| 6       | Corné van Kessel    | Telenet-Fidea                 | + 1'30"  |
| 7       | Sven Vanthourenhout | Crelan-AA Drink               | + 1'31"  |
| 8       | Julien Taramarcaz   | Corendon-Kwadro               | + 1'53"  |
| 9       | Jim Aernouts        | Sunweb-Napoleon Games         | z.t.     |
| 10      | Bart Wellens        | Telenet-Fidea                 | + 1'57"  |
| 11      | 0                   |                               |          |
| 12      | 0                   |                               |          |
| 13      | 0                   |                               |          |
| 14      | 0                   |                               |          |
| 15      | 0                   |                               |          |

| Pos. | Punten |
| ---- | ------ |
| 1    | 80     |
| 2    | 60     |
| 3    | 40     |
| 4    | 30     |
| 5    | 25     |
| 6    | 20     |
| 7    | 17     |
| 8    | 15     |
| 9    | 12     |
| 10   | 10     |
| 11   | 8      |
| 12   | 5      |
| 13   | 4      |
| 14   | 2      |
| 15   | 1      |

2005 · 
2006 · 
2007 · 
2008 · 
2009 · 
2010 · 
2011 · 
2012 · 
2013 ·   
2014 ·
2014 · 
2015 · 
2017 ·   
2018
 GP Mario De Clercq · 
 Koppenbergcross · 
 Flandriencross · 
 GP van Hasselt · 
 GP Rouwmoer · 
 Azencross · 
 GP Sven Nys · 
 Krawatencross